# Лысовка (Шумячский район)
Лысовка — деревня в Шумячском районе Смоленской области России. Входит в состав Озёрного сельского поселения. Население — 15 жителей (2007 год). 
Расположена в юго-западной части области в 1 км к востоку от Шумячей, в 4 км севернее автодороги А101 Москва — Варшава («Старая Польская» или «Варшавка»), на берегу реки Шумячка. В 7 км южнее деревни расположена железнодорожная станция Понятовка на линии Рославль — Кричев. 

## История
В годы Великой Отечественной войны деревня была оккупирована гитлеровскими войсками в августе 1941 года, освобождена в сентябре 1943 года.